# Agrarsektor
Der Agrarsektor umfasst die Gesamtwirtschaft der Agrarproduktion aus Tier- und Pflanzenwelt. Die Wirtschaftswissenschaft des Agrarsektors ist die Agrarökonomie, die umfassendere Natur- und Humanwissenschaft die Agrarwissenschaft. Die Politik des Feldes ist die Agrarpolitik.

## Zum Begriff
Nach der Drei-Sektoren-Theorie nach Clark und Fourastié gliedert sich die Wirtschaft allgemein in primären, sekundären und tertiären Sektor. Der Primärsektor umfasst die direkte Nutzung der natürlichen Ressourcen, der Urproduktion, also der Gewinnung von Gütern ohne Verarbeitung. Diese Urproduktion gliedert sich in den Agrarsektor und in den Sektor Bergbau (einschließlich verwandter Gebiete) – wobei der Bergbau aufgrund seiner Ausmaße in den frühen Sektormodellen zum sekundären (industriellen) Sektor gerechnet wurde. Zum Agrarsektor als gesamtwirtschaftlichem Sektor gehört dann auch die folgende Verarbeitung der gewonnene Tier- und Pflanzenprodukte, und verschiedene Tätigkeiten, die Herstellung und Verarbeitung zu ermöglichen.
Landläufig wird der Begriff des Agrarischen mit der Landwirtschaft gleichgesetzt, zum Agrarsektor gehören aber auch der Gartenbau, die Forstwirtschaft einschließlich Holzgewinnung, die Fischerei inklusive Aquakultur, und etliche kleinere Spezialgebiete, etwa die Jagd, Imkerei, Sammeln und Ernte von unkultivierten Naturressourcen, sowie die grundlegende Herstellung von Nahrungsmitteln (wie die Müllerei), als erste Verarbeitungsstufe bezeichnet. Insgesamt fasst man das heute unter Agribusiness (Agrar- und Ernährungswirtschaft) zusammen – zu dem aber auch Lebensmittelhandel oder Gastronomie gehören, die im Sektorenmodell schon zum Tertiärsektor (Dienstleistungswirtschaft) gerechnet werden. Weitere dem Agrarsektor auch zurechenbare Gebiete sind beispielsweise auch die ersten Verarbeitungsstufen der nicht zum Verzehr geeigneten agrarischen Naturprodukte wie für die Textilindustrie, Parfümerie, Kosmetik und Pharmazie, die Köhlerei, oder die Landmaschinentechnik, ingenieurstechnische Melioration wie Rodung, Bewässerung, Erosionsschutz und der Grundbau der Agrarflächen (z. B. die Anlage von Reisterrassen oder Fischteichen), die Transportlogistik innerhalb der oben genannten Bereiche, oder die Schädlingsbekämpfung, die Gentechnologie, soweit sie Nutztiere und -pflanzen betrifft, sowie die Beratung, Agrarmarketing und auch die Forschung im Sektor, und auch naturwissenschaftliche Leistungen wie Bodenkunde, Agrarökologie oder Agrarmeteorologie. Die Zuordnung solcher Gebiete schwankt aber je nach Kontext. Eine in der Bedeutung zunehmende Branche des Agrarsektors im eigentlich Sinne ist aber die Produktion nachwachsender Energierohstoffe und der Ausgangsstoffe für die Chemieindustrie und Verfahrenstechnik (nachhaltige neue Werkstoffe). Eine weitere in den Industrieländern wachsende Funktion der Agrarwirtschaft, die aber nicht mehr dem klassischen Konzept der Produktivität zuzuordnen ist, ist die Landschaftspflege im Sinne der Steigerung des Erholungswertes einschließlich Gartengestaltung, und der gemanagte Natur- und Umweltschutz (Umweltdienstleitungen).

### Der Agrarsektor in Wirtschaftsklassifikationen
In der modernen Standardklassifikation für die amtlichen Statistiken bildet der Agrarsektor meist eine grundlegende Hauptgruppe.
Die internationalen Wirtschaftsystematik der UNO, die International Standard Industrial Classification (ISIC) und deren EU-Übernahme, die Statistische Systematik der Wirtschaftszweige in der Europäischen Gemeinschaft (NACE) führen sie als Abschnitt A Land- und Forstwirtschaft, Fischerei (NACE Rev. 2.0; vor 2006, in der NACE 1.1 wurde noch A Land- und Forstwirtschaft und B Fischerei und Fischzucht geführt; diese Untergliederung, primär von der Meeresfischerei als bedeutendem eigenständigem Wirtschaftssektor einiger Länder geprägt, war für Binnenstaaten nicht zweckmäßig). Diese gliedert sich in:
- A 01 Landwirtschaft, Jagd und damit verbundene Tätigkeiten
- A 02 Forstwirtschaft und Holzeinschlag
- A 03 Fischerei und Aquakultur

Des Weiteren folgen in den Erläuterungen genauere Abgrenzungen, welche verbundenen Tätigkeiten dem Abschnitt zuzurechnen sind, und welche nicht.
Die ähnlich aufgebaute Central Product Classification (CPC) der UNO für Produkte führt in der Rev.2.1 als Gruppe 0 Agriculture, forestry and fishery products in der Gliederung:
- 01 Products of agriculture, horticulture and market gardening – Pflanzenprodukte: Feldwirtschaft, Gartenbau und Spezialkulturen[3] (Konsumprodukte wie auch Samengewinnung/Vermehrung)
- 02 Live animals and animal products (excluding meat) – Tierzucht und Tierprodukte (ohne Fleisch)
- 03 Forestry and logging products – Holz und Sägeware (Schnittholz, Furnier und Ähnliches)
- 04 Fish and other fishing products – Fisch, Meeresfrüchte und Ähnliches

Die anderen Produktklassifikationen verteilen die Agrarprodukte schon auf zahlreiche Hauptgruppen.

## Bedeutung des Agrarsektors
Der Agrarsektor ist das Fundament zur Ernährung der Menschen und war es lange Zeit auch für Stillung anderer Grundbedürfnisse, etwa der Bekleidung. In einer Subsistenzwirtschaft (Selbstversorgung), die noch ganz auf die Befriedigung dieser Grundbedürfnisse ausgerichtet ist, nimmt der Agrarsektor beinahe die gesamte Wirtschaftstätigkeit (im modernen Sinne) ein. Solange der Agrarsektor überwiegt, spricht man von Agrargesellschaft. Erst die Industrielle Revolution hat den Agrarsektor zurückgedrängt. In den modernen Wohlstandsgesellschaften spielt die nunmehr „industrialisierte Landwirtschaft“ – insbesondere was die Anzahl der Beschäftigten betrifft, eine kleinere, aber immer noch bedeutende Rolle in der Volkswirtschaft. Dieser Prozess wird als Sektoraler Strukturwandel bezeichnet und zeichnet den Weg von den Jäger- und Sammler-Kulturen über die frühen arbeitsteiligen Hochkulturen bis hin zur heutigen globalisierten Weltwirtschaft. Zentraler Punkt dieser Entwicklung ist die vergleichsweise minimale Wertschöpfung des Agrarsektors, die Agrarprodukte gehen großteils direkt in den Konsum, d. h. eine Agrargesellschaft produziert kaum Arbeitsmittel, die als Multiplikatoren in der Wirtschaftsleistung dienen. Außerdem bleibt die Wertschöpfungskette kurz, der Großteil der Bevölkerung bleibt im Agrarsektor beschäftigt. Historisch ist der Weg aus einer reinen Agrargesellschaft ein langwieriger Prozess, und in der modernen Weltwirtschaft bleiben die Agrarstaaten permanent hinter den Industriestaaten zurück, weil sie in der Produktion nichtagrarischer Produkte nicht konkurrenzfähig werden, sie geraten in eine Art Export-Import-Falle, in der die hochveredelten Industriegüter billiger importiert werden können, als sie im Land produziert werden, was die Eigenentwicklung weiter lähmt (ein Kofaktor des Neokolonialismus). Dem modernen Begriff der Schwellenländer liegt zugrunde, dass ab einem Absinken des Agraranteils unter eine gewisse Schwelle der Sprung in eine Industrie- und Dienstleistungsgesellschaft relativ schnell erfolgen kann. Einen anderen Weg nehmen die Staaten mit großen Bodenschätzen, also hohem Bergbauanteil in der Urproduktion.

### Europa
In der Europäischen Union  waren 2010 um die 25 Million Menschen im Agrarsektor tätig, das waren 5 % der Gesamtbevölkerung (503 Mio.), und etwa 12 Million Menschen beschäftigt, ebenfalls 5 % der Gesamtbeschäftigten. Das zeigt, dass der Anteil der mithelfenden Familienangehörigen, wie das im Agrarsektor seit alters her typisch ist, noch immer sehr hoch ist. Auch beträgt der Anteil der Tätigen im Familienbetrieb über 90 %, und es gibt um die 11 Millionen Landwirte (im Sinne des Betriebsinhabers), nur jeder zwölfte Beschäftigte des Sektors ist ein bezahlter Arbeitnehmer (Landarbeiter). Dabei waren aber nur etwa ein Siebtel (3,5 Mio., 14 %) im Vollerwerb tätig, für ein weiteres knappes Drittel war es die Hauptbeschäftigung (7 Mio., 28 %), mehr als die Hälfte waren nur im Nebenerwerb tätig. Der Anteil der Agrartätigen war seit 2001 um knapp ein Fünftel gesunken. Abgenommen hat dabei insbesondere der Arbeitsanteil der unbezahlt-Mithelfenden, der der Beschäftigten blieb weitgehend konstant, es verschwinden also primär die klassischen Kleinbauernfamilien. Daran ist abzulesen, dass selbst im hochindustrialisierten Europa der sektoraler Strukturwandel noch keineswegs abgeschlossen ist. Typisch ist das West-Ost-Gefälle, das jüngst beigetretene Rumänien hat noch einen Agrarbeschäftigten-Anteil von über 30 %, und Bulgarien 20 %, beide haben also noch agrargesellschaftliche Züge, Polen hat 10 %, während beispielsweise Deutschland, England oder Schweden nurmehr im Bereich von 1,5 % liegen, ein Wertbereich, den man als vorläufige Endentwicklung der Deagrarisierung beurteilen kann. Weitere agrarischer geprägte Räume sind Griechenland und Portugal mit je 10 % Anteil. Diese Verteilung korreliert typischerweise mit der Bevölkerungsdichte (abgesehen von Skandinavien mit dem recht hohen unproduktiven Ödland-Anteil). In die Nicht-EU-Länder setzt sich der Trend des Ost-West-Gefälles fort.
Innerhalb des Agrarsektors nimmt die Landwirtschaft – im Sinne der Dreigliederung des Sektors – durchwegs der Großteil ein, die Forstwirtschaft liegt beispielsweise in Schweden und der Slowakei mit einem Drittel recht hoch, in den meisten Staaten, sowohl den agrarisch wie den nichtagrarisch geprägten, aber deutlich niedriger. In Ländern wie den Niederlanden liegt der Anteil der im Gartenbau Beschäftigten schon deutlich über dem der im klassischen Feldbau Tätigen, ein Abbild der extrem intensivierten Agrarwirtschaft. Der Anteil der Fischerei liegt durchwegs bei 5 %, in den Meeranrainerstaaten mit bedeutenderer Hochseefischerei ebenso wie den Binnenstaaten mit primär Teichwirtschaft.